# SS-Bewerber
SS-Bewerber – najniższy stopień kandydacki w nazistowskiej formacji paramilitarnej SS. 
Otrzymywali go wszyscy ci, którzy pomyślnie przeszli testy przed komisją rasową. Byli oni uprawnieni do noszenia munduru esesmańskiego, jednak bez patek na kołnierzu. 30 stycznia otrzymywali tymczasową legitymację SS. Następnie 20 kwietnia stawali się kadetami i dostawali patki na kołnierz, a po złożeniu przysięgi stałą legitymację SS.

## Tekst przysięgi i tłumaczenie
| Ich schwöre Dir, Adolf Hitler, Als Führer und Kanzler des Deutschen Reiches Treue und Tapferkeit. Ich gelobe Dir und den von Dir bestimmen Vorgesetzen gehorsam bis in den Tod. So wahr mir Gott helfe. | Przysięgam Ci, Adolfie Hitlerze, jako wodzowi i kanclerzowi Rzeszy Niemieckiej wierność i odwagę. Przyrzekam Tobie i wyznaczonym przez ciebie przełożonym, wierność do śmierci. Tak mi dopomóż Bóg. |